# Ribbit
Ribbit o Ribbit, una petita granota amb un gran dilema (títol original en anglès: Ribbit) és una pel·lícula estatunidenca-malaia de comèdia animada en 3D de 2014, dirigida per Chuck Powers i produïda per KRU Studios i Crest Animation Studios. El guió es obra de Chuck Popwers i Hamir Afizi i compta amb les veus de Sean Astin, Russell Peters, Tim Curry i Cherami Leigh, entre d'altres.

## Argument
Tota la seva vida, en Ribbit s'ha sentit diferent de totes les altres granotes. Per trobar un sentit a la seva vida, s'embarca en un viatge increïble a través de la selva amazònica. Durant aquest viatge, cau accidentalment hipnotitzat i creu que és un príncep humà atrapat en el cos d'una granota. Convençut que ara entén per què és diferent, posa rumb a la cerca del petó d'una princesa que li solucioni tots els seus problemes. Juntament amb la seva millor amiga, un esquirol volador anomenat Sandy, descobreixen un conjunt de personatges únics i acolorits al llarg del camí.

## Repartiment
- Sean Astin com a Ribbit, una granota de dard del verí amb una crisi d'identitat, el protagonista principal
- Russell Peters com a Deepak, un ratpenat amb les respostes a les preguntes de la vida
- Tim Curry com a Terrence, un tucan amb estil pels colors
- Cherami Leigh com a Sandy, un esquirol volador que és la millor amiga d'en Ribbit
- Elza Irdalynna com a Rafa i Luciano, dos cadells de lleopard
- Amelia Henderson com a Marcella, la germana d'en Rafa i en Luciano
- Abigail Cole com a Bianca, un nadó d'aluata
- Lydia Lubon com a Carla, la mare de la Bianca
- Carey Van Driest com a Avelina, la germana de la Carla
- Chuck Powers com a Grandpa, el pare de la Carla i l'Avelina
- Sonny Franks com a Kai, un caiman que viu en una cascada i l'antagonista major
- Christina Orow com a Jojo, un manatí
- Sonny Franks com a Ollie, el company d'en Jojo
- Kennie Dowle com a l'aranya
- Valentine Cawley com al doctor Witch
- Martin Dysart com a Inego
- Dilly Shakir com a Callie, la muller de l'Inego
- Ali Astin com a la princesa, futura líder d'una tribu amazònica

## Producció
La pel·lícula va ser coproduïda per KRU Studios i Crest Animation Studios, amb finançament parcial de l'empresa pública malaia Multimedia Development Corporation. El desenvolupament i la postproducció va ser enterament completat a la ciutat malaia de Cyberjaya, mentre que l'animació es va realitzar tant a Cyberjaya com a Bombai, i la representació a Hong Kong. Les principals veus es van gravar a Los Angeles i les veus addicionals a Dallas i Kuala Lumpur.

## Música
El principal tema musical de la pel·lícula és «Magic Moment», una cançó sorgida del duet format pel grup estatunidenc de R&B Az Yet i la guanyadora del concurs Idol de Malàisia Jaclyn Victor. L'altra cançó de la banda sonora original és «Destiny», produïda per discjòquei Motiv8 i cantada per SuPreme i Felice LaZae.

## Estrena
El 2012, durant l'etapa de projecte, es va presentar la pel·lícula al Mercat del Cinema de Canes. El 21 de juny de 2014 es va estrenar al Festival de Cinema Integrat de Niagara i va guanyar el premi a la millor pel·lícula familiar. El 4 de setembre de 2014 es va començar a emetre a Malàisia i el 25 de novembre de 2014 es va comercialitzar en DVD als Estats Units d'Amèrica.